# Joe DiMaggio
Pour les articles homonymes, voir DiMaggio.
Joseph Paul Di Maggio, dit Joe Di Maggio, né Giuseppe Paolo Di Maggio le 25 novembre 1914 à Martínez en Californie et mort le 8 mars 1999 (à 84 ans) à Hollywood en Floride, est un joueur américain de baseball. Né dans une famille sicilienne qui a émigré aux États-Unis, « Joltin' Joe » est le frère de Dom et Vince DiMaggio, également joueurs de Ligue majeure.
DiMaggio est le seul joueur de l'histoire du baseball qui, à chaque saison à laquelle il participa, fut sélectionné pour le match des étoiles. Il porte les couleurs des Yankees de New York de 1936 à 1951 et remporte neuf fois les Séries mondiales (1936, 1937, 1938, 1939, 1941, 1947, 1949, 1950, 1951) et trois titres de meilleur joueur de la Ligue américaine (1939, 1941, 1947). Son record le plus connu est sa série de 56 matches consécutifs au cours desquels il frappe au moins un coup sûr.
Vedette du sport aux États-Unis, membre du Temple de la renommée du baseball depuis 1955, il est également connu pour avoir épousé Marilyn Monroe en 1954 (décédée en 1962) après sa retraite sportive en 1951.

## Carrière professionnelle
Originaires d'Isola delle Femmine en Sicile, Giuseppe et Rosalie Di Maggio migrent aux États-Unis à la fin du XIXe siècle. D'abord installés à Pittsburgh, ils arrivent en Californie en 1898. Joe est le huitième enfant de la famille.
Natif de la région de San Francisco, il commence sa carrière professionnelle à 17 ans sous les couleurs des Seals de San Francisco  dans la Ligue de la côte du Pacifique. Dès ses débuts, sa frappe de balle impressionne les observateurs. Joe signe à 18 ans une série de 61 matches consécutifs avec au moins un coup sûr en PCL. Devenu un peu moins performant à la suite d'une blessure au genou, il signe toutefois chez les Yankees de New York  dès 1935. DiMaggio reste à San Francisco en 1935 et affiche une moyenne à la batte de 0,398. Cette performance lui permet d'être appelé par les Yankees pour jouer dans les Ligues majeures.
DiMaggio fait ses débuts en ligues majeures le 3 mai 1936 pour les Yankees de New York et lors de sa première saison frappe 0,323 avec 29 circuits. Lors de ses quatre premières saisons, les Yankees gagnent quatre Séries mondiales d'affilée et neuf autres pendant ses treize saisons.
En 1941, il aligne 56 parties avec au moins un coup sûr, le meilleur total de la Ligue majeure. Cet exploit est le point culminant de sa carrière. DiMaggio devient dès lors un véritable symbole du sport américain. La chanson Joltin' Joe DiMaggio de Les Brown devient le cri du cœur de tous les fans de baseball : « Joe, Joe DiMaggio, We want you on our side » (nous te voulons dans notre équipe).
À la fin de la saison en 1942, il s'enrôle dans l'United States Army Air Forces pour participer à la Seconde Guerre mondiale. Il a ainsi raté trois saisons au milieu de son parcours. Sur la fin de sa carrière, il est souvent blessé et prend sa retraite à 36 ans. Peu avant d'arrêter, il est classé 3e pour les circuits. Aujourd'hui encore il demeure classé 10e pour le pourcentage de puissance. Le site officiel de la Ligue majeure de baseball classe sa moyenne à la batte en carrière en 8e position. Pendant les Séries mondiales, il a frappé une moyenne de 0,271 : 8 coups de circuit, 30 points produits, 27 points en 51 parties, dont 37 victoires et 14 défaites.
Il est également connu pour avoir épousé Marilyn Monroe en 1954, après sa retraite en 1951 ; bien que leur mariage ait duré moins d'un an, ils restèrent très proches jusqu'au décès de Marilyn, en 1962. Il continua à fleurir sa tombe jusqu'à son décès.

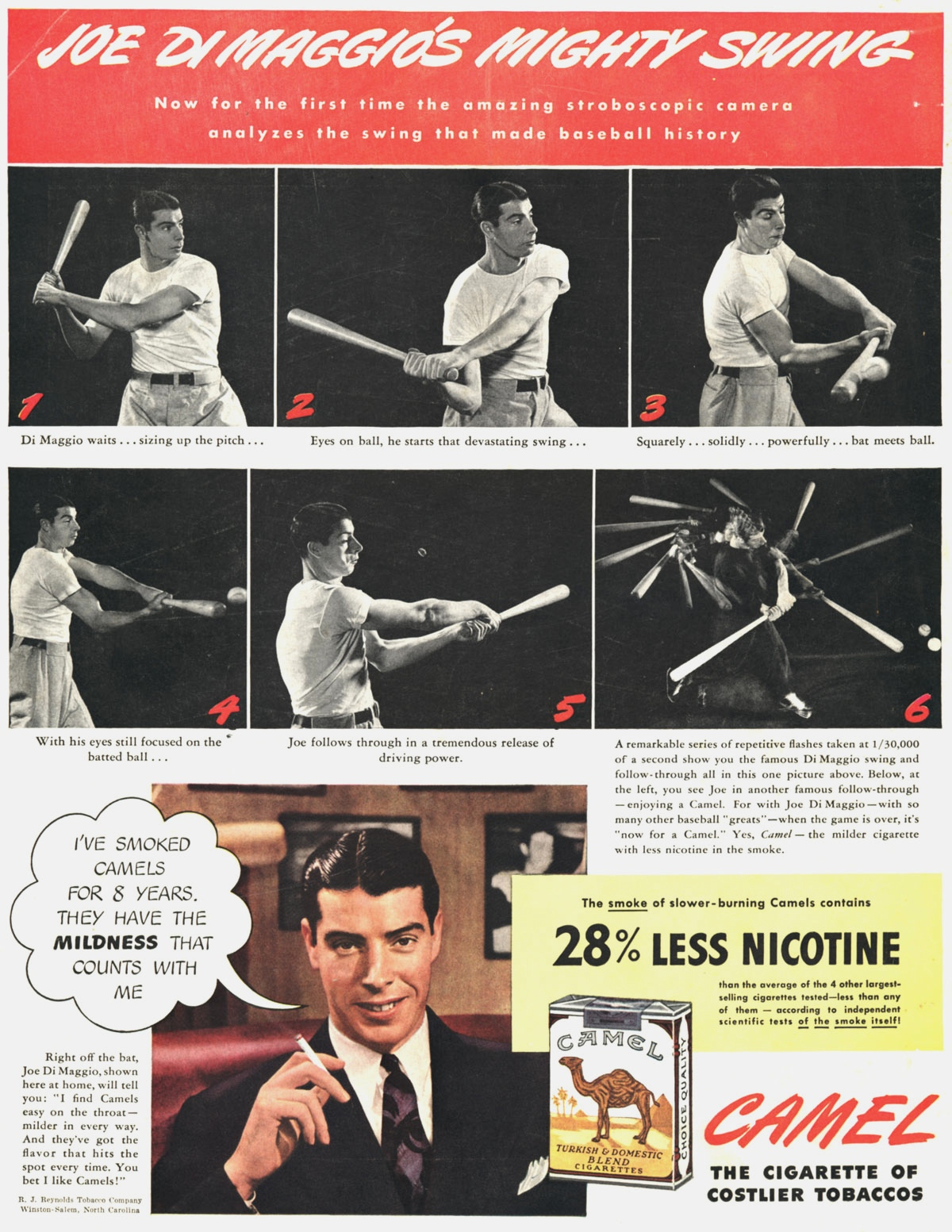
Publicité de 1941

Il meurt d'un cancer du poumon, dû à son tabagisme, à l'âge de 84 ans, le 8 mars 1999 à Hollywood située dans le comté de Broward qui fait partie de l'agglomération de Miami en Floride.

## Palmarès

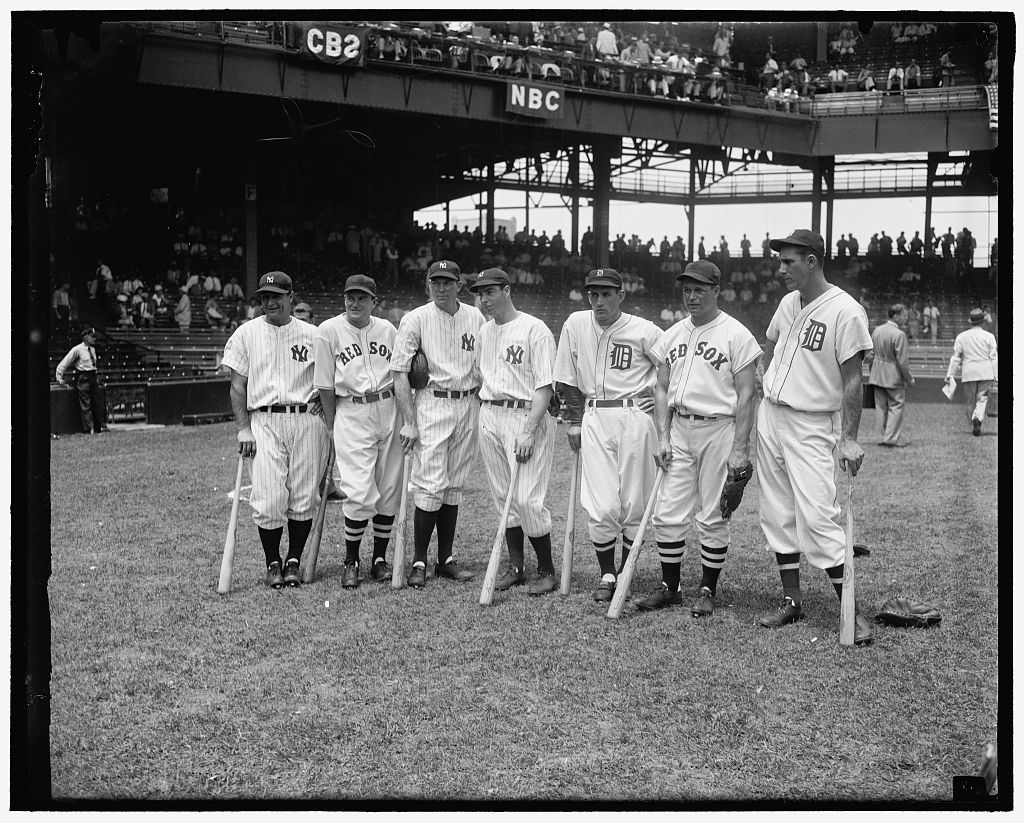
Joe DiMaggio au Match des étoiles 1937

- Classé 28e pour la moyenne à la batte.
- Classé 29e pour le pourcentage de présences sur les buts.
- Classé 10e pour le pourcentage de puissance.
- Leader à la moyenne à la batte en 1939 et 1940.
- Meilleur frappeur de coups de circuit (AL) en 1937 et 1948.
- Meilleur en points produits (AL) en 1941 et 1948.
- Meilleur joueur des ligues majeures (AL) en 1939, 1941 et 1947.
- 13 sélections au match des étoiles en 1936, 1937, 1938, 1939, 1940, 1941, 1942, 1946, 1947, 1948, 1949, 1950 et 1951.
- Sportif de l'année (Associated Press) en 1941.
- Numéro 5 retiré par les Yankees de New York en 1952.
- Élu au Temple de la renommée du baseball en 1955.
- Membre de l'Équipe du siècle de la MLB.
- Vainqueur des Séries mondiales avec les Yankees de New York en 1936, 1937, 1938, 1939, 1941, 1947, 1949, 1950 et 1951.

## Statistiques en ligues majeures

### En saison régulière
| Saison | Équipe | J    | AB   | R    | H    | 2B  | 3B  | HR  | RBI  | BB  | SO  | SB | Avg. | SLG  |
| ------ | ------ | ---- | ---- | ---- | ---- | --- | --- | --- | ---- | --- | --- | -- | ---- | ---- |
| 1936   | NYY    | 138  | 637  | 132  | 206  | 44  | 15  | 29  | 125  | 24  | 39  | 4  | .323 | .576 |
| 1937   | NYY    | 151  | 621  | 151  | 215  | 35  | 15  | 46  | 167  | 64  | 37  | 3  | .346 | .673 |
| 1938   | NYY    | 145  | 599  | 129  | 194  | 32  | 13  | 32  | 140  | 59  | 21  | 6  | .324 | .581 |
| 1939   | NYY    | 120  | 462  | 108  | 176  | 32  | 6   | 30  | 126  | 52  | 20  | 3  | .381 | .671 |
| 1940   | NYY    | 132  | 508  | 93   | 179  | 28  | 9   | 31  | 133  | 61  | 30  | 1  | .352 | .626 |
| 1941   | NYY    | 139  | 541  | 122  | 193  | 43  | 11  | 30  | 125  | 76  | 13  | 4  | .357 | .643 |
| 1942   | NYY    | 154  | 610  | 123  | 186  | 29  | 13  | 21  | 114  | 68  | 36  | 4  | .305 | .498 |
| 1946   | NYY    | 132  | 503  | 81   | 146  | 20  | 8   | 25  | 95   | 59  | 24  | 1  | .290 | .511 |
| 1947   | NYY    | 141  | 534  | 97   | 168  | 31  | 10  | 20  | 97   | 64  | 32  | 3  | .315 | .522 |
| 1948   | NYY    | 153  | 594  | 110  | 190  | 26  | 11  | 39  | 155  | 67  | 30  | 1  | .320 | .598 |
| 1949   | NYY    | 76   | 272  | 58   | 94   | 14  | 6   | 14  | 67   | 55  | 18  | 0  | .346 | .596 |
| 1950   | NYY    | 139  | 525  | 114  | 158  | 33  | 10  | 32  | 122  | 80  | 33  | 0  | .301 | .585 |
| 1951   | NYY    | 116  | 415  | 72   | 109  | 22  | 4   | 12  | 61   | 61  | 36  | 0  | .263 | .422 |
| Totaux | Totaux | 1736 | 6821 | 1390 | 2214 | 389 | 131 | 361 | 1537 | 790 | 369 | 30 | .325 | .579 |

### En Séries mondiales
| Saison | Équipe | J  | AB  | R  | H  | 2B | 3B | HR | RBI | BB | SO | SB | Avg. | SLG  |
| ------ | ------ | -- | --- | -- | -- | -- | -- | -- | --- | -- | -- | -- | ---- | ---- |
| 1936   | NYY    | 6  | 26  | 3  | 9  | 3  | 0  | 0  | 3   | 1  | 3  | 0  | .346 | .462 |
| 1937   | NYY    | 5  | 22  | 2  | 6  | 0  | 0  | 1  | 4   | 0  | 3  | 0  | .273 | .409 |
| 1938   | NYY    | 4  | 16  | 4  | 4  | 0  | 0  | 1  | 2   | 1  | 1  | 0  | .267 | .467 |
| 1939   | NYY    | 4  | 17  | 3  | 5  | 0  | 0  | 1  | 3   | 1  | 1  | 0  | .313 | .500 |
| 1941   | NYY    | 5  | 19  | 1  | 5  | 0  | 0  | 0  | 1   | 2  | 2  | 0  | .263 | .263 |
| 1942   | NYY    | 5  | 21  | 3  | 7  | 0  | 0  | 0  | 3   | 0  | 1  | 0  | .333 | .333 |
| 1947   | NYY    | 7  | 26  | 4  | 6  | 0  | 0  | 2  | 5   | 6  | 2  | 0  | .231 | .462 |
| 1949   | NYY    | 5  | 18  | 2  | 2  | 0  | 0  | 1  | 2   | 3  | 5  | 0  | .111 | .278 |
| 1950   | NYY    | 4  | 13  | 2  | 4  | 1  | 0  | 1  | 2   | 3  | 1  | 0  | .308 | .615 |
| 1951   | NYY    | 6  | 23  | 3  | 6  | 2  | 0  | 1  | 5   | 2  | 4  | 0  | .261 | .478 |
| Totaux | Totaux | 51 | 199 | 27 | 54 | 6  | 0  | 8  | 30  | 19 | 23 | 0  | .271 | .422 |

Note: J = Matches joués; V = Victoires; D = Défaites; AB = Passage au bâton; R = Points; H = Coups sûrs; 2B = Doubles; 3B = Triples; HR = Coup de circuit; RBI = Points produits; BB = buts sur balles ; SO : retraits sur des prises ; SB = buts volés ; Avg. = Moyenne au bâton; SLG = moyenne de puissance.

## Joe DiMaggio dans la culture populaire

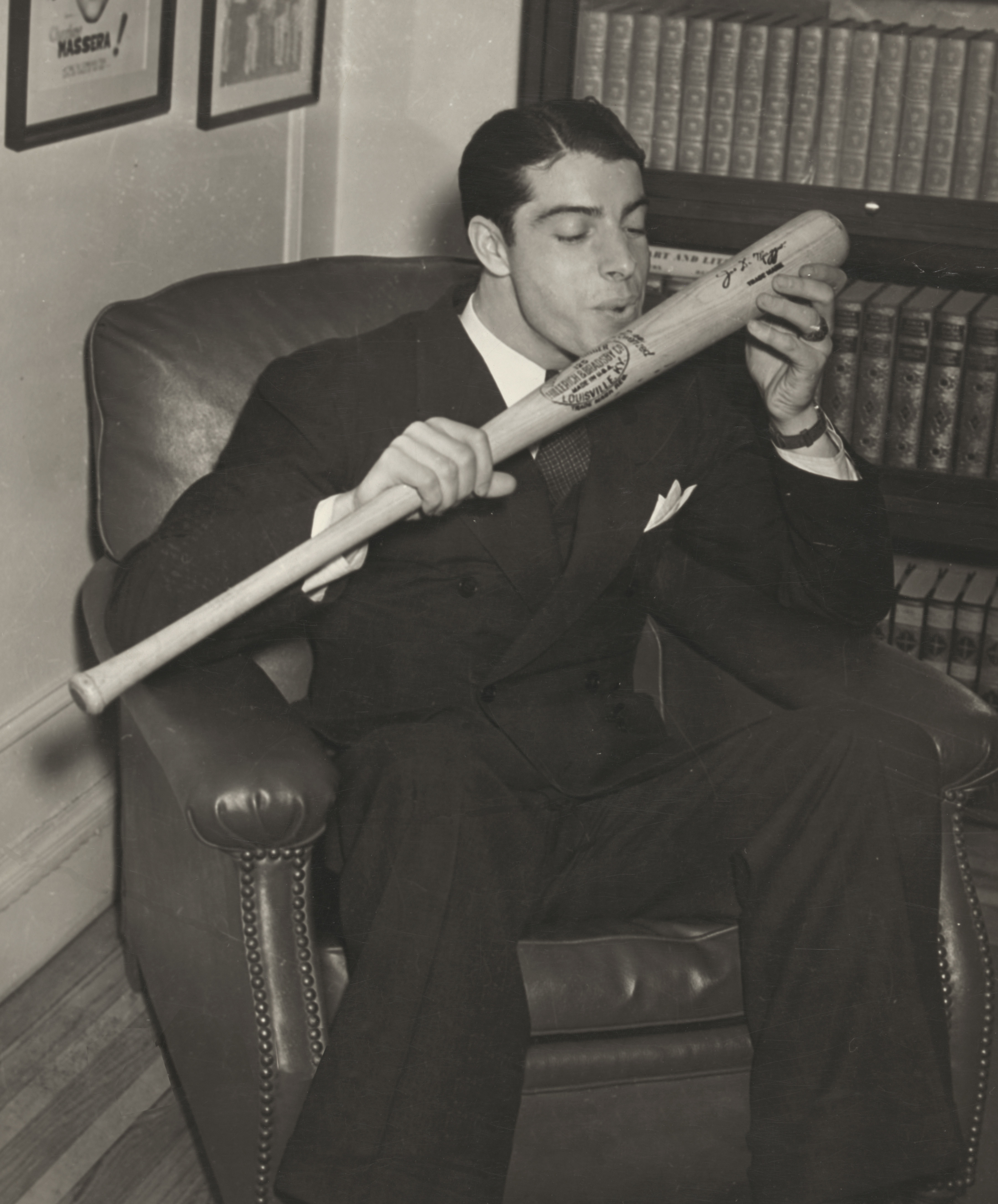
Joe DiMaggio en 1941

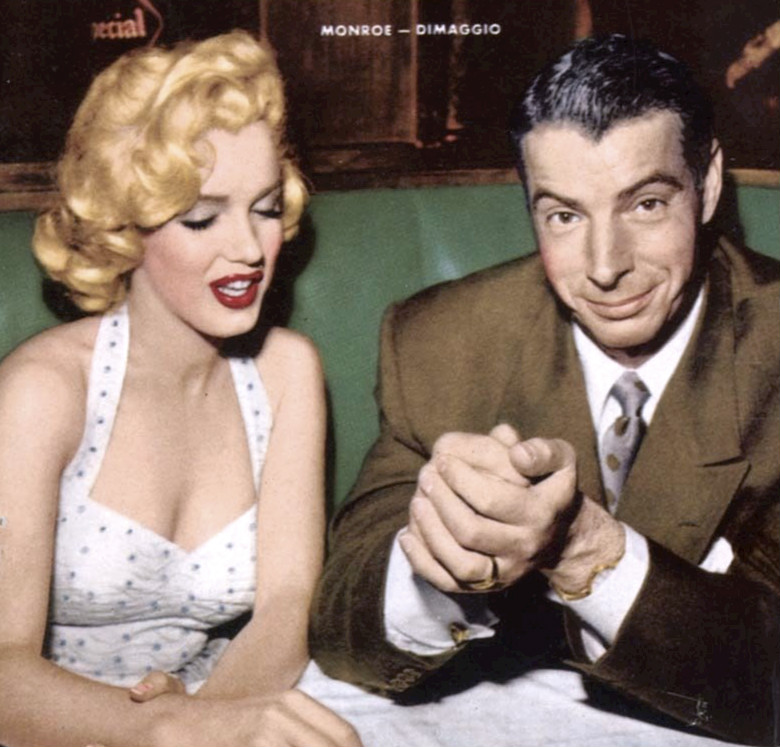
Marilyn Monroe et Joe DiMaggio en 1954

### Musique
Plusieurs chansons sont dédiées à DiMaggio pendant sa carrière. La plus fameuse est celle enregistrée par Les Brown pendant l'été 1941, celui du record de coups sûrs consécutifs : Joltin' Joe DiMaggio, qui atteint la 12e place des classements du Billboard.
DiMaggio est cité dans nombre d'autres titres. Les plus emblématiques: durant sa carrière, la chanson Bloody Mary, de la comédie musicale South Pacific, cite la tendreté du gant de Joe (« skin tender as DiMaggio's glove ») et plus tard, Simon et Garfunkel, dans Mrs. Robinson (« Where have you gone, Joe DiMaggio? A nation turns its lonely eyes to you »), chanson qui figure dans la bande originale du film Le Lauréat. Paul Simon chantera cette chanson au Yankee Stadium le 25 avril 1999 en hommage à DiMaggio, décédé le mois précédent. Tom Waits lui rend hommage dans A Sight For Sore Eyes sur l'album Foreign Affairs en 1977 et Billy Joel mentionne également Joe DiMaggio dans sa liste de personnages historiques de We Didn't Start the Fire.
La relation entre Marilyn Monroe et Joe DiMaggio est également à l'honneur dans Beautiful People du groupe anglais Man from Delmonte (« I can be your Miss Monroe and you can be my Joe DiMaggio and we can do the things beautiful people like to do. »). Dans la chanson Vogue de Madonna (« Greta Garbo & Monroe, Dietrich & DiMaggio »), la chanteuse fait référence à ces symboles du glamour dont le couple Monroe-DiMaggio.

### Littérature
On retrouve de nombreuses mentions du nom de DiMaggio dans la littérature. Quelques exemples : 
- Le personnage de Santiago dans le roman d'Ernest Hemingway Le Vieil Homme et la Mer (1952) admire ainsi le grand DiMaggio : « Le grand DiMaggio, il serait fier de moi aujourd'hui. ».
- On parle également du joueur de baseball dans Les Mémoires du docteur Wilkinson, recueil de nouvelles de l'écrivain québécois Vincent Thibault. La chanson Joltin' Joe DiMaggio sert en quelque sorte de « trame sonore » à la nouvelle Le Vol de la mouche.
- Jean Barbeau, dramaturge québécois, y fait référence dans la comédie Les Gars par le biais du personnage de Robert : « Moi, c'est Bob Guindon. Pas Joe Di Maggio ».
- Il est également cité par John Fante dans son roman Ask the Dust (Demande à la poussière), 1939.
- James Ellroy cite son nom pour désigner la batte de baseball qu'utilise le tueur pour torturer Elizabeth Short dans The Black Dahlia (Le Dahlia noir), 1987.
- Son nom est cité deux fois dans Adieu ma jolie de Dick Richards.
- Il est "l'Ex-Sportif" dans la biographie fictive et romancée de Marilyn Monroe Blonde (2000) de Joyce Carol Oates.

### Télévision
- Seinfeld, durant le 1er épisode de la saison 3, La Main du masseur (The Note)
- Les Simpson, durant le 7e épisode de la saison 15, Père Noël sans frontières
- Mad Men, durant le 9e épisode de la saison 2, Cruelle absence, c'est à la suite de la mort de Marilyn Monroe que le nom de l'ancien joueur de baseball est évoqué.
- The First of May en 1999[7].
- Star Trek : La Nouvelle Génération, durant le 12e épisode de la saison 1, Le Long Adieu (The Big Goodbye), le record de coups sûrs consécutifs de DiMaggio est mentionné dans l'épisode.
- Star Trek: Deep Space Nine, durant le 16e épisode de la saison 1, Avec des « si »... (If Wishes Were Horses), on apprend que le personnage de Buck Bokai des London Kings bat ce record en 2026[8],[9].
- Agent Carter, durant l'épisode 2 de la saison 1

### Publications
- (en) Joe DiMaggio, Lucky to Be a Yankee, 1946 et 1951